# Veille financière
Pour une entreprise, la veille financière est un outil d'intelligence économique qui consiste à suivre l'actualité financière pour détecter les mouvements sur :
- les marchés financiers, monétaires (taux d'intérêt et de change) et de matières premières pouvant affecter l'entreprise,
- les titres de l'entreprise (s'ils sont cotés sur des marchés)
- les titres des entreprises similaires, concurrentes, ou dans lesquelles elle a des intérêts, ou avec lesquelles elle travaille (clients et fournisseurs)

Elle consiste aussi à suivre l'actualité fiscale, celle des aides financières apportées par les États, etc.
Elle peut servir à étudier à mettre en place une OPA hostile contre une autre entreprise, et plus généralement à étudier les faiblesses des entreprises concurrentes pour reprendre leur marché (dumping).
Pour un particulier, la veille financière est utilisée dans le cadre de sa gestion de patrimoine